# Павлова, Екатерина Всеволодовна
Екатерина Всеволодовна Павлова (1934—2015) — советский искусствовед, пушкинист, кандидат искусствоведения, заслуженный работник культуры Российской Федерации.
Правнучка просветителя Чувашии Ивана Яковлевича Яковлева.

## Биография
Екатерина Всеволодовна Павлова родилась в Москве 4 июня 1934 г. в семье искусствоведов — египтолога Всеволода Владимировича Павлова (1898—1972), выпускника этнологического факультета МГУ (1929), заведующего отдела Древнего Востока ГМИИ им. А. С. Пушкина и доцента ГИТИС (1931—1941); профессора исторического факультета МГУ (1942—1971 гг.) и Екатерины Алексеевны Некрасовой (1905—1989), выпускницы МГУ, научного сотрудника музея Института Маркса-Энгельса-Ленина (1931—1934), Государственного
исторического музея (1935—1940), специалиста по английскому и русскому искусству (в 1942—1968 гг. доцента, ученого секретаря искусствоведческого
отделения в МГУ), доктора искусствоведения и старшего научного сотрудника Академии художеств СССР (1975—1986).
Дед Павловой по отцу Владимир Владимирович Павлов (1864—1942) — выпускник Пажеского корпуса, действительный статский советник, предводитель Путивльского дворянства (скончался в Пирее), бабушка по отцу — княжна Лидия Дмитриевна Вадбольская (1872—1948). Дед Павловой по матери — Алексей Дмитриевич Некрасов (1874—1960), сын московского протоиерея Димитрия Некрасова (умер в 1916 г.), стал выпускником естественного отделения Московского университета (1900), зоологом, историком биологии, профессором Московской сельскохозяйственной академии (с 1919 г.), а также Нижегородского (Горьковского) университета (с 1928 г.). Его жена, бабушка Павловой по матери, Лидия Ивановна Яковлева (в первом браке Иловайская; 1879—1942) — дочь Ивана Яковлевича Яковлева, просветителя чувашского народа и выпускница Московского археологического института (1918) — была искусствоведом, этнографом, переводчицей с английского и немецкого (в 1937 г. репрессирована, погибла в ГУЛАГе).
Павлова росла в Москве в дачном посёлке Сокол, затем на ул. Карла Маркса, дом № 25, кв. 3, где её семья, состоявшая из
шести человек (в 1940 г. родился её брат Владимир), с 1936 г. занимала комнату в коммунальной квартире. На формирование её личности помимо родителей, родственников (тетя А. А. Некрасова и её муж Б. А. Покровский), их друзей (художник В. Н. Константинов, переводчица И. С. Орловская), университетского (М. А. Ильин), музейного и художественного (П. Я. Павлинов) окружения, оказала влияние А. А. Ефимова, жившая в семье наряду с двоюродной бабушкой О. В. Павловой. Семья не уехала из Москвы в 1941 г. и до декабря находилась на даче в поселке научных работников на станции 42 км Казанской железной дороги (там в 1945 г. П. В. Кузнецовым, жившим неподалеку, написан портрет Е. В. Павловой). Вместе с родителями и их друзьями Павлова после войны выезжала во время каникул в Седнев (Черниговская обл.), Задонск.
В 1942 г. Павлова поступила во второй класс школы № 347, которую окончила с серебряной медалью (1952). Школьная учительница Е. И. Кроль заинтересовала её творчеством А. С. Пушкина и возможностью учиться у известного пушкиниста С. М. Бонди. В 1952 г., пройдя вступительное собеседование у профессора Д. Е. Михальчи, Е. В. Павлова была зачислена на русское отделение филологического факультета МГУ, где стала ученицей профессора Бонди, в семинаре
которого проучилась четыре года и защитила диплом «Борьба А. С. Пушкина с Фаддеем Булгариным» (оппонент на защите — Н. И. Либан). В 1953 г. семья Павловых
переехала в дом преподавателей МГУ на Ломоносовском проспекте, д. 14, где поначалу занимала 2 комнаты в 3-комнатной коммунальной квартире.
В 1956 г. Павлова вышла замуж за Михаила Васильевича Толмачёва (р. 1935), студента романо-германского отделения филологического факультета, в будущем доцента Полиграфического института, сотрудника различных московских издательств, ВГБИЛ, а также литератора. От этого брака у неё родились двое детей, в 1957 г. — Василий Михайлович Толмачёв (в будущем профессор, заведующий кафедрой филологического факультета МГУ), в 1966 г. — Любовь Михайловна Толмачёва (в замужестве — Ордынская; позднее художник-график, оформитель книги).
По рекомендации С. М. Бонди в 1958 г. Павлова поступила на работу тогда только создававшийся Государственный музей А. С. Пушкина, который возглавил Александр Крейн. С 1959 г. она вплоть до ухода на заслуженный отдых (2001) стала бессменным заведующим отдела изобразительных фондов музея, а также ответственным секретарем закупочной комиссии. При непосредственном участии Павловой, имевшей доверительные отношения с московскими художниками и коллекционерами (Т. А. Маврина, Н. В. Кузьмин, И. Л. Андронников, Ф. Е. Вишневский, П. В. Губар, Я. Г. Зак и др.), была создана художественная часть экспозиции музея, включавшая произведения лучших художников пушкинского времени (О. Кипренский, А. и К. Брюлловы, Г. Гагарин, П. Ф. Соколов, В.Тропинин и др.), и последующих эпох: Н. Ульянова, А. Матвеева, В. Шухаева, П. Кончаловского, В.
Фаворского, М. Аникушина и др.
Павлова — член союза художников СССР (1978), кандидат искусствознания (1984, Академия художеств СССР), заслуженный работник культуры России (1987), лауреат Большой Золотой Пушкинской медали (1999). Она автор более 200 публикаций об искусстве Пушкинского времени, в том числе фундаментальных («Пушкин в портретах», 1983, 1989), «Московская изобразительная Пушкиниана» (в соавторстве; 1975, 1986, 1991), «Лица пушкинской эпохи в рисунках и акварелях: Камерный портрет первой половины девятнадцатого века» (2000). Ею атрибутировано два неизвестных ранее прижизненных портретов Пушкина и его окружения — работы И. Е. Вивьена 1826 г. и К. П. Брюллова 1836 г., а так же бронзового барельефа Пушкина работы А. Опекушина; ранее неизвестного портрета Н. Н. Пушкиной-Ланской работы И. Макарова (1849). Все они демонстрируются в экспозициях музея на Пречистенке и на Арбате в качестве драгоценных реликвий музея.
Е. В. Павлова определила и ввела в музейный оборот десятки портретов близких Пушкину современников: парный портрет братьев Е. А. и С. А. Баратынских, певицы Е. П. Луниной-Риччи, С. А. Бобринской, А. Н и И. Н. Гончаровых, В. А. Соллогуба, С. Г. Волконского, М. Ю. Виельгорского, Д. Н. Блудова, П. Е. Анненковой, П. И. Шаликова и др. Ею опубликован обзоры пушкинского собрания коллекционеров и дарителей Я. Г. Зака и П. В. Губара; статьи об истории
иллюстрирования произведений Пушкина Н. В. Кузьминым, Т. А. Мавриной, В. А. Милашевским, рано ушедшем из жизни художнике Коле Дмитриеве и мн. др. Павлова
также автор капитального труда — обширной вводной статьи к альбому «Пушкин в русской и советский иллюстрации», включающему каталог-справочник со сведениями о всех когда-либо созданных книжных иллюстрациях по произведениям Пушкина.

## Основные работы
1. «Загадка одного портрета» (Публикация портрета Н. Н. Пушкиной работы И. К. Макарова) // Литературная газета № 22 (4360). 3 мая 1972 г.
2. «Пушкинская коллекция Я. Г. Зака» // Памятники культуры. Новые открытия. Ежегодник, 1974 г. М., 1975. С.314-336.
3. «Портреты современников Пушкина» // Московская изобразительная Пушкиниана. М., 1975. С.39-166 (в соавторстве с Е. В. Музой)
4. «О неизвестном портрете Н. Н. Пушкиной-Ланской» // Научно- исследовательская работа в художественных музеях. М., 1975. С.253-268.
5. «Новый прижизненный портрет А. С. Пушкина (Миниатюра на кости работы Ж. Вивьена» /?/ 1826) // Искусство. М., 1981. № 6. С.58-63.
6. «Тропининский портрет Пушкина в иконографии поэта» // В. А. Тропинин. Исследования и материалы / Под ред. М. М. Раковой. М., 1982. С.191- 206.
7. «Пушкин в портретах»: В 2 т. М., 1983. 320 илл.
8. «Портреты А. С. Пушкина. Портреты современников» // Московская изобразительная Пушкиниана. 2-е изд., переработанное и дополненное, М., 1986. С.11-48; 49-228.
9. «А. С. Пушкин в иллюстрациях» // А. С. Пушкин в русской и советской иллюстрации: В 2 т. М., 1987.
10. «Пушкин в портретах»: В 2 т. Изд. 2-е, перераб. и дополн. М., 1989.
11. «Портреты А. С. Пушкина. Портреты современников» // Московская изобразительная Пушкиниана: Изд. 3-е, переработанное, М., 1991. С. 11-48; 49-228.
12. «Пушкин глазами художников 1970—1990-х годов» // Пушкин и современная культура. М., 1996. С. 244—249.
13. «Пушкин в портретах и отзывах современников» // Пушкин А. С. Соч.: В 5 т. М., 1999. Т.5. С. 182—191.
14. «Московские прижизненные портреты Пушкина» // Пушкин и Москва. М., 1999. С.55-69.
15. «Hoвoe о художнике Вивьене» // Наше наследие. М., 1999. № 50-51. С. 104—113.
16. «Неизвестный портрет А. О. Смирновой-Россет» // Наше наследие. М., 1999. № 50-51.
17. «Портреты А. С. Пушкина. Иллюстрации к произведениям А. С. Пушкина. Коллекция Я. Г. Зака. Коллекция Т.Мавриной» // Коллекции Государственного музея А. С. Пушкина. М., 1999. С. 19-46; 125—162; 334—337; 362—367.
18. «Лица пушкинской эпохи в рисунках и акварелях : Камерный портрет  первой половины девятнадцатого века»  / Ю.М. Лотман ; Н.А. Марченко ; Е.В. Павлова ; [Гос. музей А.С. Пушкина, Гос. лит. музей]. М. : Искусство, 2000.